# Сантьяго Каванаг
Сантьяго Каванаг (ісп. Santiago Cavanagh, 2 серпня 1985) — болівійський плавець. Учасник Чемпіонату світу з водних видів спорту 2017 на дистанції 50 метрів брасом. Учасник Чемпіонату світу з водних видів спорту 2019 на дистанціях 50 і 100 метрів брасом.